# 1067
Високе Середньовіччя •  Золота доба ісламу •  Реконкіста •  Київська Русь

## Геополітична ситуація
Візантію очолює Костянтин X Дука. Генріх IV є королем Німеччини, а Філіп I — королем Франції.
Апеннінський півострів розділений між численними державами: північ належить Священній Римській імперії, середню частину займає Папська область, південна частина півострова належить частково Візантії, а частково окупована норманами. Деякі міста півночі: Венеція, Генуя, мають статус міст-республік.
Південь Піренейського півострова займають численні емірати, що утворилися після розпаду Кордовського халіфату. Північну частину півострова займають християнські Кастилія, Леон (Астурія, Галісія), Наварра, Арагон та Барселона. Вільгельм Завойовник став королем Англії, Магнус II є королем Норвегії, а Свейн II Данський — Данії.
У Київській Русі триває княжіння Ізяслава Ярославича. У Польщі княжить Болеслав II Сміливий. У Хорватії править Петар Крешимир IV. На чолі королівства Угорщина стоїть Шаламон I.
Аббасидський халіфат очолює аль-Каїм під покровительством сельджуків, які окупували Персію, в Єгипті владу утримують Фатіміди, у Магрибі почалося піднесення Альморавідів, у Середній Азії правлять Караханіди, Газневіди втримують частину Індії. У Китаї продовжується правління династії Сун. Значними державами Індії є Пала, Чола. В Японії триває період Хей'ан.

## Події
- Князь полоцький Всеслав Брячиславич розграбував Новгород. Спільними зусиллями Ізяслав, Святослав та Всеволод Ярославичі розбили його дружину, а самого Всеслава посадили в темницю в Києві.
- Після смерті візантійського василевса Костянтина X регентом імперії стала його дружина Євдокія Макремболітіса.
- Почалося спорудження Лондонського Тауера.
- Вільгельм Завойовник повернувся в Нормандію, залишивши в Англії Одо та Вільяма Фіц-Осберна. В Ексетері та Герефорді спалахнули повстання проти норманського правління. У грудні Вільгельм Завойовник повернувся в Англію.
- Годфрід III Лотаринзький разом із папою Олександром II пішли в похід проти норман, які захопили південь Італії й загрожували Римській області. Вільгельм Монтрей завдав поразки Годфріду, після чого відбулося примирення.
- Турки-сельджуки вторглися в Понт. Алп-Арслан розграбував Кесарею Каппадокійську. Інший загін спустошив кордон Кілікії.

## Померли
- Ростислав Володимирович.